# Лички
Лички́ — село в Україні, у Луцькому районі Волинської області. Входить до складу Ківерцівської міської громади. Населення становить 153 осіб.

## Географія
Селом протікає річка Любка.

## Історія
У 1906 році село Тростянецької волості Луцького повіту Волинської губернії. Відстань від повітового міста 30 верст, від волості 1. Дворів 32, мешканців 216.
У 2018 —  2020 рр. у складі Тростянецької сільської громади (Волинська область).
19 липня 2020 року, в результаті адміністративно-територіальної реформи та ліквідації Ківерцівського району, село увійшло до складу Луцького району.

## Населення
Згідно з переписом УРСР 1989 року чисельність наявного населення села становила 151 особа, з яких 69 чоловіків та 82 жінки.
За переписом населення України 2001 року в селі мешкали 153 особи. 100 % населення вказало своєю рідною мовою українську мову.

## Постаті
- Бондар Олександр Вікторович (1992—2016) — сержант Збройних сил України, учасник російсько-української війни.